# Gilles Mas
Gilles Mas, né le 5 janvier 1961 à Condrieu dans le Rhône est un ancien coureur cycliste français. Il devient ensuite dirigeant sportif de cyclisme et vit en région stéphanoise dans le département de la Loire. Il est aussi directeur sportif de l'équipe AG2R La Mondiale.

## Biographie

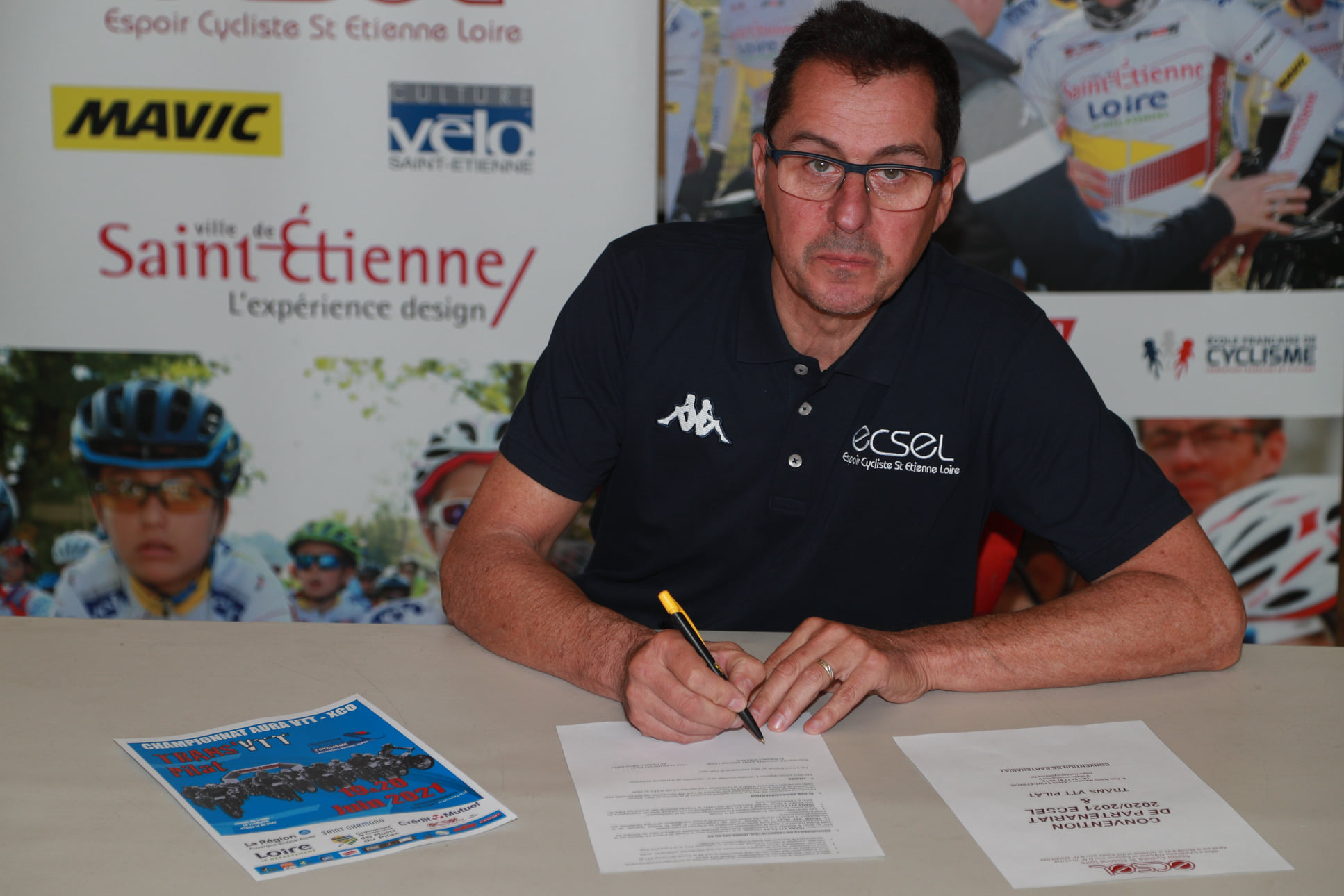
novembre 2020

Gilles Mas fut un bon coureur amateur où il enleva notamment en 1982, la Route de France et le Tour du Béarn-Aragon. Il avait d'excellentes dispositions dès que la route s'élevait, mais également certaines qualités de cyclo-crossman. Il a été professionnel de 1983 à 1990.
Il a été conseiller technique départemental du comité cycliste de l'Isère puis, en 1996, est devenu le directeur sportif d'Agrigel-La Creuse-Fenioux.
En 1997, il rejoint l'équipe de Vincent Lavenu, manager général de l'équipe cycliste Casino, avec qui il avait couru sous les couleurs de Saint-Etienne-Pélussin en 1983 et R.M.O. en 1987 pour assumer les fonctions de directeur sportif adjoint ; responsabilités qu'il occupe toujours au sein de l'équipe AG2R La Mondiale en 2015.
Depuis 1996, il est licencié et dirigeant au sein de l'EC Saint-Étienne Loire. Il en sera le président de 2006 à fin 2020.
En décembre 2020, en Assemblée Générale par visioconférence, il succède à Michel Lechaigne et devient président du comité FFC Loire.  

## Palmarès
- 1980
  - Tour du Pilat
  - 2e du Grand Prix de Saint-Symphorien-sur-Coise
- 1981
  - 2e du Grand Prix de Chardonnay
  - 3e du Grand Prix de Saint-Étienne Loire
  - 3e du Circuit du Cantal
  - 3e du Grand Prix du Cru Fleurie
- 1982
  - Route de France :
    - Classement général
    - 4eb étape (contre-la-montre)[1]

  - Tour du Béarn-Aragon
  - 2e de Tarbes-Sauveterre
  - 2e du Grand Prix de Chardonnay
- 1983
  - 3e du Tour du Vaucluse
  - 9e du Critérium du Dauphiné libéré
- 1984
  - 5e du Grand Prix du Midi libre
  - 9e du Critérium du Dauphiné libéré
- 1985
  - 2e du Circuit du Sud-Est
- 1986
  - 2e de Nice-Combloux/Grand Prix de l'Amitié
  - 9e du Grand Prix du Midi libre
- 1987
  - 3e du Tour Midi-Pyrénées
- 1988
  - 7e du Grand Prix du Midi libre
- 1990
  - 2e étape du Tour du Tarn-et-Garonne
  - 2e de la Ronde du Pays basque

## Résultats sur les grands tours

### Tour de France
5 participations
- 1984 : 29e
- 1985 : 37e
- 1986 : 47e
- 1987 : 32e
- 1988 : abandon (19e étape)

### Tour d'Espagne
3 participations
- 1984 : 32e
- 1985 : 25e
- 1989 : abandon (10e étape)